# 熊山站
熊山站（日语：／ Kumayama eki */?）是位於岡山縣赤磐市千躰，屬於西日本旅客鐵道（JR西日本）山陽本線的車站。

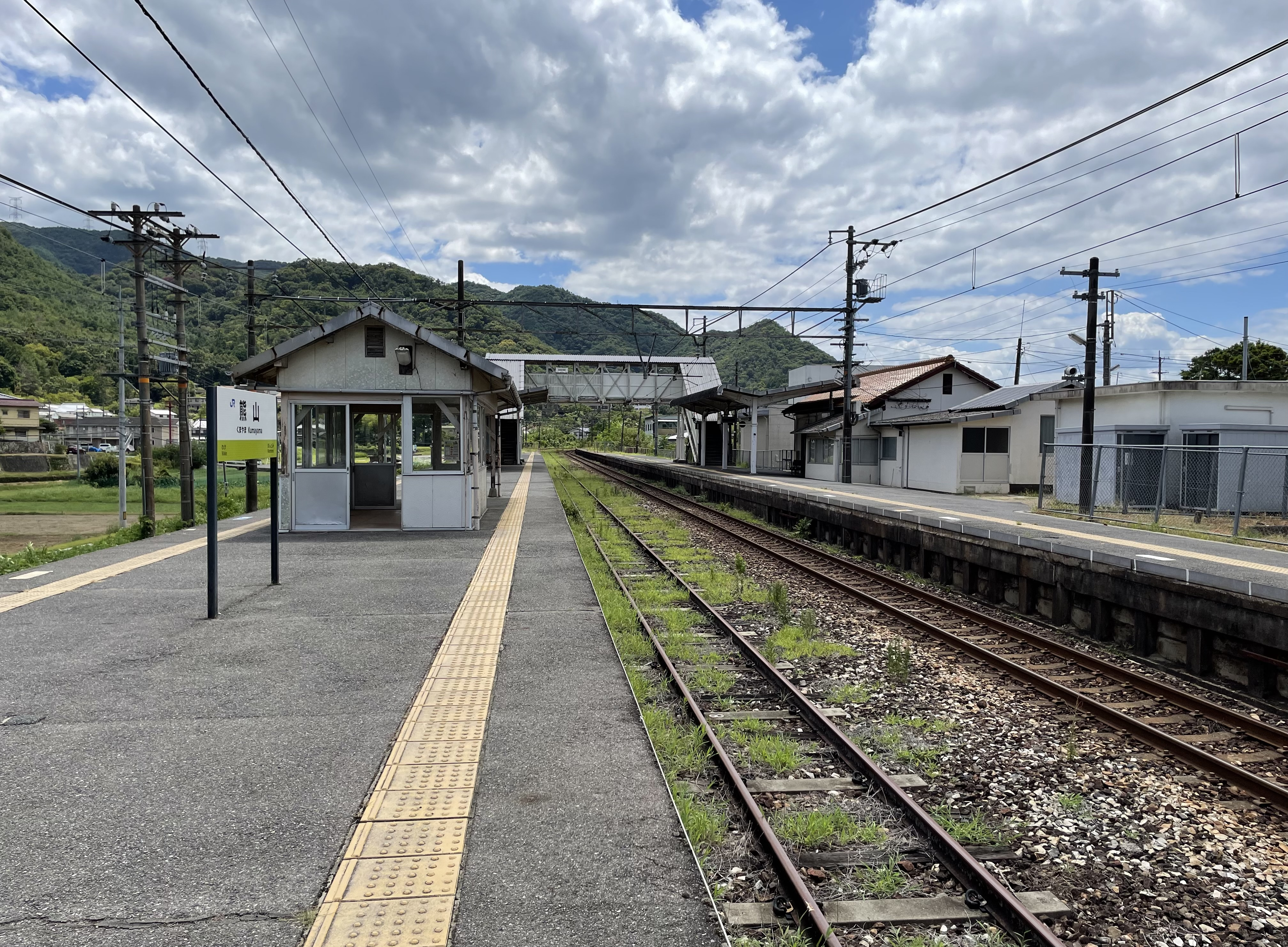
月台(2024年8月)

## 概要
本站是赤磐市内唯一的鐵路車站，在JTB時間表中為該市的代表車站。此站沒有公共交通工具（巴士等）前往市政廳或下市地區（舊山陽町），前往下市地區可於岡山站或瀨戶站轉乘使用巴士。在赤磐市合併前，此站位於舊熊山町，其中心地松木地區距離此站有一段距離。
此站是最接近岡山白陵中學·高等學校的車站，因此在平日下課時段會有許多學生乘車。

## 歴史
- 1917年（大正6年）7月10日 - 國有鐵道山陽本線和氣驛至萬富站之間開設熊山號誌站。
  - 當時號誌站位於岡山縣和氣郡熊山村千躰。
- 1930年（昭和5年）8月11日 - 號誌站升級成為熊山站。為旅客、貨運車站。
- 1953年（昭和28年）12月15日 - 隨著熊山町（日语：熊山町）成立，車站位於岡山縣赤磐郡熊山町千躰。
- 1960年（昭和35年）10月15日 - 終止貨物起卸業務。
- 1987年（昭和62年）4月1日 - 伴隨國鐵分割民營化，車站由西日本旅客鐵道（JR西日本）營運。
- 2005年（平成17年）3月7日 - 隨著赤磐市成立，車站位於岡山縣赤磐市千躰。
- 2007年（平成19年）
  - 6月17日 - 引入可支援ICOCA的簡易型自動閘機（日语：簡易型自動改札機）。
  - 9月1日 - 此站可以使用ICOCA。
- 2019年（令和元年）
  - 5月31日 - 當日起綠色窗口結束營運[1]。
  - 6月1日 - 當日起為整日無人車站。

## 車站構造
本站為地面車站，過去曾設有1面1線的單式月台和1面2線的島式月台，共有2面3線的混合式月台。截至2014年時待避線（舊2號月台）的架空電纜撤走，舊3號月台改為2號月台。因此現時實際上設有2面2線的單式月台。站房位於姬路方向月台側，並透過跨線橋連接岡山方向的島式月台。該跨線橋於2009年（平成21年）2月成為近代工業遺產。此站是由東岡山站管理的無人車站，可使用ICOCA。

### 月台
| 月台 | 路線     | 上下行 | 方向           |
| ---- | -------- | ------ | -------------- |
| 1    | 山陽本線 | 上行   | 和氣、姬路方向 |
| 2    | 山陽本線 | 下行   | 岡山、三原方向 |

## 使用狀況
以下是近年1日平均乘車人次。
| 乘車人次變化 | 乘車人次變化     |
| 年度         | 1日平均 乘車人次 |
| ------------ | ---------------- |
| 1999         | 1,407            |
| 2000         | 1,473            |
| 2001         | 1,453            |
| 2002         | 1,500            |
| 2003         | 1,540            |
| 2004         | 1,516            |
| 2005         | 1,487            |
| 2006         | 1,483            |
| 2007         | 1,449            |
| 2008         | 1,382            |
| 2009         | 1,341            |
| 2010         | 1,368            |
| 2011         | 1,378            |
| 2012         | 1,427            |
| 2013         | 1,496            |
| 2014         | 1,388            |
| 2015         | 1,463            |
| 2016         | 1,426            |
| 2017         | 1,424            |

## 車站周邊
- 備前豐田簡易郵局
- 岡山白陵中學·高等學校（日语：岡山白陵中学校・高等学校）
- 赤磐市立磐梨中學（日语：赤磐市立磐梨中学校）
- 熊山遺蹟（日语：熊山遺跡）
- 岡山縣道79號佐伯長船線（日语：岡山県道79号佐伯長船線）
- 岡山縣道180號熊山停車場線（日语：岡山県道180号熊山停車場線）
- 岡山縣道395號和氣熊山線（日语：岡山県道395号和気熊山線）
- 赤磐市民巴士（日语：赤磐市民バス）「熊山站」巴士站

## 相鄰車站
西日本旅客鐵道
 山陽本線
和氣－熊山－萬富

## 注腳
1. ↑   (新闻稿). 西日本旅客鐵道. 2019-05-09  [2019-05-10]. （原始内容存档于2019-05-10）.
2. ↑   (PDF).   [2020-03-23]. （原始内容存档 (PDF)于2014-08-17）.
3. ↑  「岡山県統計年報」

## 外部連結
- 熊山｜車站資訊：JR出門網 - 西日本旅客鐵道